# Салве
Са̀лве (на италиански: Salve, на местен диалект Sarve, Сарве) е малко градче и община в Южна Италия, провинция Лече, регион Пулия. Разположено е на 130 m надморска височина. Населението на общината е 4707 души (към 2011 г.).